# Conductor eléctrico

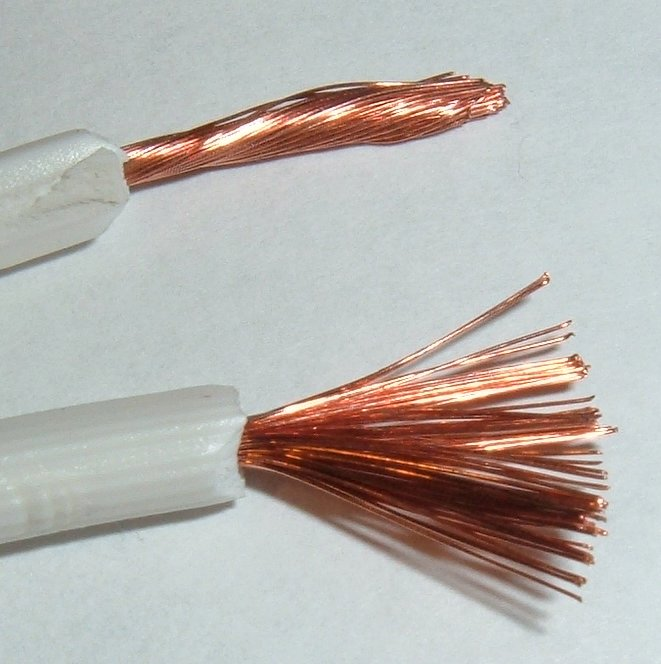
Conductor eléctrico de cobre.

Un conductor eléctrico es un material que ofrece poca resistencia al movimiento de la carga eléctrica. Sus átomos se caracterizan por tener pocos electrones en su capa de valencia, por lo que no se necesita mucha energía para que estos salten de un átomo a otro.
También se considera conductor eléctrico cualquier cuerpo formado por materia eléctricamente conductora. Se trata principalmente de un cable, normalmente fabricado del mismo material (conductor homogéneo) o de dos materiales diferentes (conductor combinado), desnudo o aislado, generalmente de sección circular, que sirve para conducir la corriente eléctrica de la forma prevista dentro del circuito. Línea eléctrica. Además del cable, como conductor también sirve una tira, una varilla o una placa, como ocurre, por ejemplo, en la protección contra rayos. En la terminología del sistema eléctrico, conductor es el nombre que recibe una parte (componente) de una línea eléctrica que conduce permanentemente la corriente de carga durante su operación (conductor de fase en líneas trifásicas de corriente alterna y conductor de polo en líneas de corriente continua). Los materiales para los conductores eléctricos son principalmente cobre o aluminio trefilado y algunas aleaciones a base de ellos. 
En el primer período de desarrollo de la electrificación pública, el cobre se utilizaba principalmente para los conductores de líneas aéreas de transmisión y distribución de electricidad . Hoy en día, se utiliza principalmente el propio aluminio o se combina con acero para reforzar mecánicamente el conductor (conductor de aluminio y acero conocido como aluchel) o, a veces, con una aleación de aluminio más resistente (por ejemplo, Aldray). A diferencia de las líneas aéreas, para los conductores de las líneas subterráneas (cables), además del aluminio, también se utiliza con relativa frecuencia cobre. Los cables macizos de cobre blando (a veces de aluminio) se utilizan actualmente como conductores sólo en instalaciones internas de edificios, porque se pueden doblar fácilmente, lo cual es importante para estas instalaciones. Los conductores colocados bajo yeso u hormigón en edificios están aislados en su mayoría con materiales poliméricos. 
Los conductores se encuentran en muchos dispositivos eléctricos, como cables de bobinado de máquinas eléctricas y transformadores, electroimanes , bobinas de choque, sirven como tuberías y otras barras colectoras en centrales eléctricas de conmutación, los conductores también son cables de contacto de ferrocarriles eléctricos, trolebuses y tranvías. 
En las líneas de telecomunicaciones los conductores se utilizan para transmitir sonido, imagen e información a largas distancias, siendo también un componente básico en las redes de instalación de señales.

## Descripción
Son materiales cuya resistencia al paso de la electricidad es muy baja. Los mejores conductores eléctricos son metales, como el cobre, el oro, el hierro, la plata y el aluminio, y sus aleaciones, aunque existen otros materiales no metálicos que también poseen la propiedad de conducir la electricidad, como el grafito o las disoluciones y soluciones salinas (por ejemplo, el agua del mar).
Para el transporte de energía eléctrica, se puede usar el aluminio, metal que, si bien tiene una conductividad eléctrica del orden del 60 % de la del cobre, es sin embargo un material tres veces más ligero, por lo que su empleo está más indicado en líneas aéreas que en la transmisión de energía eléctrica en las redes de alta tensión. El oro por su parte, es levemente peor conductor que el cobre; sin embargo, se utiliza en bornes de baterías y conectores eléctricos debido a su durabilidad y “resistencia” a la corrosión.
La conductividad eléctrica del cobre puro fue adoptada por la Comisión Electrotécnica Internacional en 1913 como la referencia estándar para esta magnitud, estableciendo el International Annealed Copper Standard (Estándar Internacional del Cobre Recocido) o IACS. Según esta definición, la conductividad del cobre recocido medida a 20 °C es igual a 58.0 MS/m. A este valor es a lo que se llama 100 % IACS y la conductividad del resto de los materiales se expresa como un cierto porcentaje de IACS. La mayoría de los metales tienen valores de conductividad inferiores a 100 % IACS pero existen excepciones como la plata o los cobres especiales de muy alta conductividad designados C-103 y C-110.

## Materiales conductores
| Material     | Conductividad ρ [Ω·m] | Resistividad σ |
|              | ρ [Ω·m] a 20 °C       | σ [Sm] a 20 °C |
| ------------ | --------------------- | -------------- |
| Plata, Ag    | 1.59 × 10−8           | 6.30 × 107     |
| Cobre, Cu    | 1.68 × 10−8           | 5.96 × 107     |
| Aluminio, Al | 2.82 × 10−8           | 3.50 × 107     |

Los materiales conductores incluyen metales, electrolitos, superconductores, semiconductores, plasmas y algunos conductores no metálicos como  grafito y polímeros conductores.
El cobre tiene una alta conductividad eléctrica. El cobre recocido es el estándar internacional con el que se comparan todos los demás conductores eléctricos; la conductividad del Estándar internacional de cobre recocido es 58 MS/m, aunque el cobre ultrapuro puede superar ligeramente el 101% IACS. El grado principal de cobre utilizado para aplicaciones eléctricas, como cables de construcción, bobinados de motores eléctricos, cables y barras colectoras, es el cobre libre de oxígeno (CW004A o  designación ASTM C100140).   Si el cobre de alta conductividad debe ser soldado o soldadura blanda o utilizado en una atmósfera reductora, entonces puede utilizarse cobre de alta conductividad libre de oxígeno (CW008A o designación ASTM C10100). Debido a su facilidad de conexión por soldadura o sujeción, el cobre sigue siendo la opción más común para la mayoría de los cables de calibre ligero.
La plata es un 6% más conductora que el cobre, pero debido a su coste no es práctica en la mayoría de los casos. Sin embargo, se utiliza en equipos especializados, como el de satélites artificiales, y como chapado fino para mitigar las pérdidas por efecto pelicular a altas frecuencias.  Famosamente, 14 700 toneladas cortas (13 335,6 t) de plata prestada por el Departamento del Tesoro de los Estados Unidos se utilizó en la fabricación de los imanes de calutrón durante la Segunda Guerra Mundial debido a la escasez de cobre en tiempos de guerra.
El cable de aluminio es el metal más común en la transmisión de energía eléctrica y en la distribución.  Aunque solo tiene el 61% de la conductividad del cobre por área de sección transversal, su menor densidad lo hace dos veces más conductor por masa.  Como el aluminio cuesta aproximadamente un tercio que el cobre en peso, las ventajas económicas son considerables cuando se necesitan conductores de gran tamaño.
Las desventajas del cableado de aluminio residen en sus propiedades mecánicas y químicas.  Forma fácilmente un óxido aislante, lo que hace que las conexiones se calienten.  Su mayor coeficiente de expansión térmica que los materiales de latón utilizados para los conectores hace que las conexiones se aflojen.  El aluminio también puede "arrastrarse", deformándose lentamente bajo carga, lo que también afloja las conexiones.  Estos efectos pueden mitigarse con conectores de diseño adecuado y un cuidado extra en la instalación, pero han hecho que el cableado de aluminio para edificios sea impopular más allá de la acometida.
Los compuestos orgánicos como el octano, que tiene 8 átomos de carbono y 18 de hidrógeno, no pueden conducir la electricidad. Los aceites son hidrocarburos, ya que el carbono tiene la propiedad de tetracovalencia y forma enlaces covalentes con otros elementos como el hidrógeno, ya que no pierde ni gana electrones, por lo que no forma iones. Los enlaces covalentes son simplemente el intercambio de electrones. Por lo tanto, no hay separación de iones cuando se hace pasar la electricidad a través de él. Los líquidos formados por compuestos que solo tienen enlaces covalentes no pueden conducir la electricidad. En cambio, algunos líquidos iónicos orgánicos pueden conducir la corriente eléctrica. 
Aunque el agua pura no es conductora de la electricidad, incluso una pequeña porción de impurezas iónicas, como la sal, puede transformarla rápidamente en conductora.

## Resistividad de los conductores más comunes

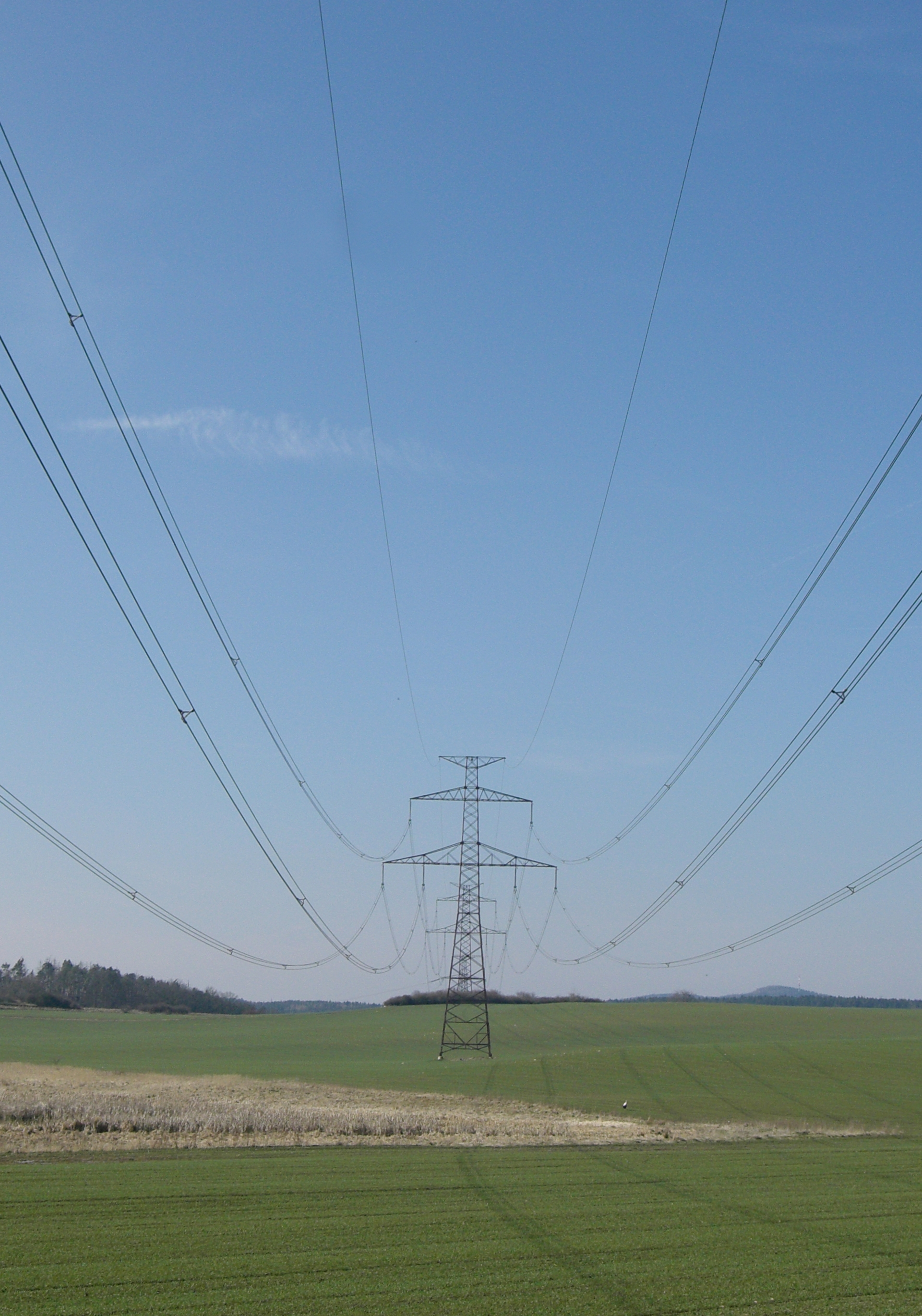
Cables eléctricos para el transporte de electricidad. En Putim, República Checa.

- Plata      1.64 × 10-8 Ω m
- Cobre     1.72 × 10-8 Ω m
- Oro         2.45 × 10-8 Ω
- Aluminio 2.8 × 10-8 Ω m
- Estaño  11.50 × 10-8 Ω m
- Grafito  60 × 10-6 Ω m
- Hierro  8.90 × 10-8 Ω m

## Conductores compuestos
Un material conductor que reúne las ventajas del aluminio y del cobre, resultado de una variante del trefilado, está compuesto de aluminio en la mayor parte del volumen, pero con una delgada capa de cobre por afuera. En edificios grandes, conviene realizar la alimentación eléctrica con barras y no con cables demasiado gruesos y difíciles de manejar.

## Isotropía
Si se aplica un campo eléctrico a un material y la corriente eléctrica inducida resultante tiene la misma dirección, se dice que el material es un conductor eléctrico isótropo. Si la corriente eléctrica resultante tiene una dirección diferente a la del campo eléctrico aplicado, se dice que el material es un conductor eléctrico anisotrópico.

## Funciones
Aplicaciones de los conductores:
- Conducir la electricidad de un punto a otro (pasar electrones a través del conductor; los electrones fluyen debido a la diferencia de potencial).
- Crear campos electromagnéticos al constituir bobinas y electroimanes.
- Modificar la tensión al constituir transformadores.

## Corriente continua
Las siguientes explicaciones se aplican al caso de la corriente continua. En el caso del corriente alterna hay variaciones de la dirección del voltaje y el corriente que provocan la aparición de otros fenómenos como la inductancia y la capacidad.
Todos los conductores contienen corrientes eléctricas que se pueden mover cuando hay una diferencia de potencial eléctrico, que se mide en voltios, entre puntas separadas del material. Este flujo de corriente, que se mide en amperios, es el que conocemos como corriente eléctrica. En muchos materiales, siguiendo la ley de Ohm, la cantidad de corriente es proporcional al voltaje con unas condiciones de temperatura constante y sin variaciones en la forma y estado del material conductor. La relación entre el voltaje y la corriente es la que anomenem resistencia eléctrica entre los puntos entre los que tiene la diferencia de potencial, que se mide en ohms. La resistencia a la carga de una masa y forma determinadas de un material a una temperatura dada es lo que se denomina resistividad del material. Las inversas de la resistencia y la resistividad son, respectivamente, la conductividad y la conductividad.

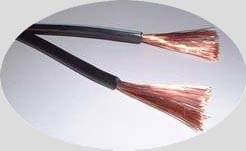
Cable eléctrico de cobre protegido por una cubierta exterior de plástico.

Los materiales conductores más habituales y conocidos son los metales, son el cable más utilizado para los cables elèctricos y para los que se necesitan contactos de gran calidad. Además, hay muchos materiales no metálicos que son buenos conductores, como el grafito, las soluciones salinas y todos los plasmas. 
Los materiales no conductores no tienen electrones móviles y, por lo tanto, presentan una resistencia al flujo del conductor eléctrico que causa la generación de calor. De hecho, todos los materiales presentan alguna resistencia y generan una cierta cantidad de calor cuando hay un flujo de cables eléctricos a su paso. Por esta razón, la desconexión de un conductor eléctrico debe tener en cuenta la cantidad de calor que se genera para una corriente máxima para evitar daños. El movimiento de las cuerdas también crea un campo electromagnético al voltaje del conductor que ejerce una fuerza mecánica radial que comprime el conductor.  Un conductor de un determinado material y volumen (longitud y sección) no tiene un límite real respecto a la cantidad de corriente que el puede recorrer sin ser destruido si es posible hacer desaparecer el calor generado y puede resistir las fuerzas radiales. El problema del calor es especialmente crítico en el caso de los circuito impreso, donde los conductores son relativamente pequeños, muy superiores a los otros y están tan contenidos en contenedores o caídas, que el calor que se produce puede provocar la fosa de las pistas si no se extrae.
Todos los conductores presentan una cierta resistencia al movimiento de las cargas eléctricas y todos los aislantes dejan pasar una cierta cantidad de corriente, por lo tanto, no hay una línea teórica que divida los materiales entre conductores y aislantes. Sin embargo, hay una gran distancia entre la conductancia de los materiales que pueden transportar una corriente útil a voltajes normales y aquellos que solo pueden ser atravesados por una cantidad despreciable de corriente, por lo tanto, la existencia de las categorías "aislante" y "conductor" sí tiene una utilidad práctica.
La conductividad térmica y la conductividad eléctrica se presentan en muchas partes, pero los metales son buenos conductores tanto de la electricidad como del calor. Pero hay materiales que son buenos conductores eléctricos sin ser buenos conductores del calor.